# Payaso (álbum)
Payaso es el nombre del vigésimo segundo álbum de estudio del cantante mexicano Javier Solis. Fue lanzado en 1965 y es uno de sus últimos álbumes antes de su muerte, ocurrida en 1966. Forma parte de la lista de los 100 discos que debes tener antes del fin del mundo, publicada en 2012 por Sony Music.

## Canciones
- 1. Cataclismo
- 2. Cenizas
- 3. Como dijo Cristo
- 4. Cuatro cirios
- 5. Ese bolero es mío
- 6. Payaso
- 7. ¿Por qué me dejas?
- 8. Se me olvidó tu nombre
- 9. Se te olvida (La mentira)
- 10. Todo acabó
- 11. Tómate una copa
- 12. Y háblame

- Datos: Q25412009